# 10969 Perryman
10969 Perryman este un asteroid din centura principală de asteroizi.

## Descriere
10969 Perryman este un asteroid din centura principală de asteroizi. A fost descoperit pe 13 mai 1971 la Observatorul Palomar de Cornelis Johannes van Houten, Ingrid van Houten-Groeneveld și Tom Gehrels. Asteroidul prezintă o orbită caracterizată de o semiaxă mare de 2,80 ua, o excentricitate de 0,15 și o înclinație de 8,6° în raport cu ecliptica.